# Lasiopogon rokuroi
Lasiopogon rokuroi là một loài ruồi trong họ Asilidae. Lasiopogon rokuroi được Hradský miêu tả năm 1981. Loài này phân bố ở vùng Cổ Bắc giới và châu Á.